# Otto-Heinrich Drechsler
Otto-Heinrich Drechsler (Lübz, 1º aprile 1895 – Lubecca, 5 maggio 1945) è stato un militare, politico e dentista tedesco, Commissario Generale della Lettonia nel Reichskommissariat Ostland per il regime nazista durante la seconda guerra mondiale.
Sotto questa veste ebbe un ruolo influente nella creazione del ghetto di Riga e fu anche implicato nello sterminio degli ebrei lettoni. Si suicidò il 5 maggio 1945, dopo essere stato catturato dalle forze britanniche.

## Biografia

### Carriera
Drechsler divenne un ufficiale cadetto (Fahnenjunker) nel reggimento di fanteria di Lubecca dell'esercito tedesco nel 1914. Fu gravemente ferito e perse una gamba. Fu cacciato dalla Reichswehr nel 1920. Durante gli anni della Repubblica di Weimar, Drechsler studiò odontoiatria conseguendo il titolo di dottore in odontoiatria. In questo periodo, diventò un membro dell'Unione nordica.
Nel 1925 Drechsler si unì al Partito Nazista; in seguito divenne supervisore (Oberstaffelführer) di un parco automobilistico delle SA.
Dal 1º agosto 1932 al 31 maggio 1933, Drechsler fu vice Gauleiter del Gau Meclemburgo. Il 26 maggio 1933 Lubecca insieme al Meclemburgo-Schwerin e al Meclemburgo-Strelitz fu posta sotto l'autorità di un governatore nazionale (Reichsstatthalter) di nome Friedrich Hildebrandt. Assunse l'incarico a Lubecca l'8 giugno 1933 e promosse il suo collega veterano Drechsler a sindaco (Bürgermeister) e Friedrich Völtzer a senatore per le finanze e l'economia. Gli altri senatori includevano i nazisti Emil Bannemann (Lavoro e welfare), Walther Schröder (Interni), Ulrich Burgstaller (Istruzione e teatro) e Hans Böhmcker (Giustizia).
Tra il 1933 e il 1937, Drechsler fu sindaco di Lubecca e presidente del Senato di Lubecca. A seguito della Greater Hamburg Act del 1º aprile 1937, divenne il primo "Alto sindaco dell'area metropolitana prussiana della città anseatica di Lubecca" (Oberbürgermeister des preußischen Stadtkreises Hansestadt Lübeck) ed entrò nel Consiglio di Stato prussiano. Ricoprì questi incarichi fino alla caduta del regime nazista.

## La seconda guerra mondiale

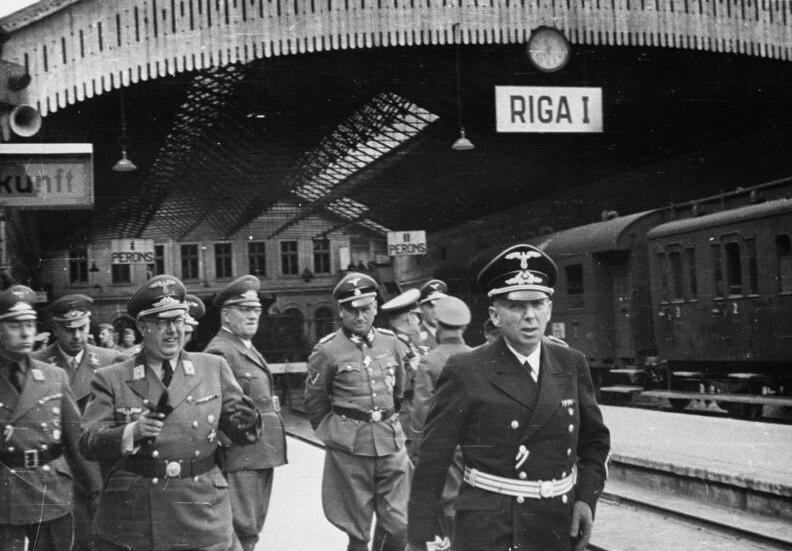
Otto Heinrich Drechsler (all'estrema sinistra) fotografato alla stazione ferroviaria di Riga, con altri funzionari nazisti, tra cui Hinrich Lohse e Friedrich Jeckeln

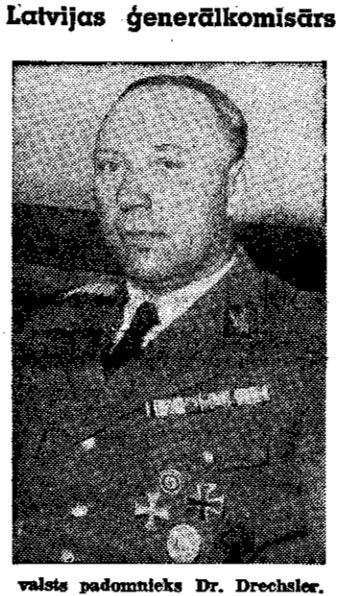
Fotografia di propaganda nazista di Otto-Heinrich Drechsler, pubblicata su un giornale lettone

Dal 17 luglio 1941 al 1944 fu Commissario Generale (Generalkommissar) per la Lettonia occupata nel Reichskommissariat Ostland dove fu responsabile dei campi di concentramento in Lettonia, in qualità di commissario territoriale per la Lettonia si stabilì a Riga all'inizio di agosto 1941. In quel periodo l'amministrazione militare non aveva ancora ceduto l'autorità all'amministrazione civile.
Uno dei principali collaboratori del Ministero del Reich per i Territori Occupati Orientali (Reichsministerium für die besetzen Ostgebiete o RMfdbO), Otto Bräutigam, annotò nel suo diario di aver avuto un conflitto con le autorità militari: queste controversie, e più in particolare quelle che coinvolsero il superiore amministrativo di Drechsler, Hinrich Lohse, non furono mai completamente risolte. Sulla base di un accordo con RMfdbO, l'assegnazione formale dell'autorità per l'amministrazione del territorio lettone, inclusa Riga, fu stabilita il 1º settembre 1941.
Lo storico Lumans, afferma che, alla pari di Lohse, Drechsler fu favorevole a un'autonomia limitata per i lettoni, ma a differenza di Lohse, lavorò bene in accordo con le SS, ad eccezione di Friedrich Jeckeln, l'organizzatore dei massacri degli ebrei a Babij Jar, a Rumbula e altri.
Oltre a questi incarichi, Drechsler fu membro del consiglio di un'azienda chiamata Hochofenwerkes Lübeck AG.

## Il coinvolgimento nell'Olocausto
Durante tutto il tempo in cui Drechsler si stabilì in Lettonia, i tedeschi commisero un gran numero di massacri, in particolare di ebrei, insieme ad una sostanziale assistenza da parte dei collaboratori lettoni. Inoltre, gli ebrei della Lettonia furono confinati nei ghetti, il che facilitò la loro riduzione in schiavitù oltre che gli omicidi.
Drechsler fu informato dal suo subordinato Gebietskommissar Alnor già nel luglio 1941 dei massacri degli ebrei a Ventspils. Nell'ottobre dello stesso anno, Heinrich Himmler sviluppò un piano (poi abbandonato) per stabilire, vicino a Riga, un campo di sterminio simile a quelli successivamente sviluppati per l'operazione Reinhard, il piano segreto nazista per uccidere in massa la maggior parte degli ebrei e degli zingari polacchi nella Polonia occupata. Gli ebrei provenienti da Germania, Austria e Cecoslovacchia (i cosiddetti "ebrei del Reich") dovettero essere deportati nei campi e poi assassinati. Alla fine di ottobre, Himmler informò Lohse e Drechsler di questo piano.
Sempre nell'ottobre 1941, Drechsler ricevette un altro rapporto da Alnor, questo riguardante i massacri degli ebrei in corso a Liepāja. Nell'autunno del 1941 Drechsler fu strettamente coinvolto nella creazione del ghetto di Riga come zona di confinamento per gli ebrei.
Lo storico Ezergailis afferma che Drechsler potrebbe essere stato presente al più grande massacro, a Rumbula, il 30 novembre 1941. La grande maggioranza delle vittime di Rumbula proveniva dal ghetto di Riga.

## Cattura e suicidio
Drechsler fu catturato dall'esercito britannico dopo l'occupazione di Lubecca. Poco dopo, il 5 maggio 1945, si suicidò.